# 崎谷はるひ
崎谷 はるひ（さきや はるひ）は、日本の小説家。BLを主題とした作品を発表している。デビュー作は「楽園の雫」。2013年の「トオチカ」で初めての一般向け恋愛小説に挑戦。

## 作品
（）内は挿絵と出版社、*はCD化されたもの。

### シリーズ化されたもの
- INVISIBLE RISK シリーズ
  - INVISIBLE RISK 1（1999年、水姫暁乃→鈴倉温、ムービック→フロンティアワークス）
  - INVISIBLE RISK 2（2000年）
  - INVISIBLE RISK 3（2010年、鈴倉温、フロンティアワークス）
- ANSWER シリーズ
  - ANSWER（2000年、やまねあやの、ハイランド→幻冬舎）*
  - Suggestion-暗示-answer2（2004年）*
- 慈英×臣シリーズ
  - しなやかな熱情（2001年、蓮川愛、リーフ出版→幻冬舎）*
  - ひめやかな殉情（2005年）*
  - あざやかな恋情（2006年）*
  - インクルージョン（2009年6月20日）（スピンオフ）
  - やすらかな夜のための寓話（2009年）*
  - はなやかな哀情（2010年）*
  - たおやかな真情（2011年）*
  - あなたは怠惰で優雅（2012年8月18日）（スピンオフ）*
  - あでやかな愁情（2013年11月29日）
- きみと手をつないでシリーズ   ／挿絵：緒田涼歌
  - きみと手をつないで（2007年1月20日、富士山ひょうた→緒田涼歌、ハイランド→幻冬舎）*
  - きみの目をみつめて（2012年2月29日、緒田涼歌、幻冬舎）*
- ミルククラウンシリーズ
  - ミルククラウンのためいき（2002年、高久尚子、角川ルビー文庫）*
  - ミルククラウンのゆううつ（2003年）
  - ミルククラウンのとまどい（2003年）
  - ミルククラウンのくちびる（2004年）
  - ビターショコラの挑発（2004年）（スピンオフ）
- ブルーサウンドシリーズ
  - 目を閉じればいつかの海（2004年、おおや和美、角川ルビー文庫）*
  - 手を伸ばせばはるかな海（2005年）*
  - 耳をすませばかすかな海（2005年）*
  - 振り返ればかなたの海（2006年）
  - しじまの夜に浮かぶ月（2007年）
  - ただ青くひかる音（2009年）
  - 波光より、はるか（2009年）
  - せつなの夜に触れる花（2010年）
- ハチミツ浸透圧シリーズ
  - ハチミツ浸透圧（2005年、ねこ田米蔵、角川ルビー文庫）*
  - カラメル屈折率（2006年）
  - チョコレート密度（2007年）（スピンオフ）
- 白鷺シリーズ
  - キスは大事にさりげなく（2005年、高永ひなこ、角川ルビー文庫）*
  - 夢はきれいにしどけなく（2005年）*
  - 恋は上手にあどけなく（2006年）*
  - 平行線上のモラトリアム（2007年）（スピンオフ）
  - 垂直線上のストイシズム（2007年）（スピンオフ）
  - 蜜は夜よりかぎりなく (2008年)
- 不機嫌シリーズ
  - 不機嫌で甘い爪痕（2005年、桜城やや→小椋ムク、ビブロス→幻冬舎）*
  - 不条理で甘い囁き（2009年、小椋ムク、幻冬舎）*
  - 不謹慎で甘い残像（2010年）*
- 元就×佳弥シリーズ
  - いつでも瞳の中にいる（2005年、梶原にき、幻冬舎）
  - いつでも鼓動を感じてる
- 恋は乱反射する。
  - 恋は乱反射する。 1st love<初恋>（2006年、冬乃郁也、角川ルビー文庫）
  - 恋は乱反射する。 2nd to none<ひけをとらない>
- 恋愛証明書
  - 恋愛証明書（2002年、（やまかみ梨由→街子マドカ、ハイランド→幻冬舎）*
  - キスができない、恋をしたい（2008年）*
- 大人シリーズ
  - その指さえも（2003年03月、櫻井しゅしゅしゅ→ヤマダサクラコ、プラチナ文庫→幻冬舎）（スピンオフ）
  - 絵になる大人になれなくても（2006年7月15日、ヤマダサクラコ、幻冬舎）
  - 大人は愛を語れない（2008年6月16日）
- 不埒シリーズ
  - 不埒なモンタージュ（2006年11月、タカツキノボル、フロンティアワークス）*
  - 不埒なスペクトル（2009年12月12日）*
  - 不埒なパラダイムシフト（2011年8月12日）
  - 不埒なインセンティブ（2011年12月13日）
  - 不埒なファシネイション  (2012年12月13日)
- 信号機シリーズ
  - アオゾラのキモチ―ススメ―（2008年、ねこ田米蔵、幻冬舎）*
  - オレンジのココロ―トマレ―（2009年）*
  - ヒマワリのコトバ―チュウイ―（2009年）
  - プリズムのヒトミ―ヤスメ―（2011年）
  - ミントのクチビル―ハシレ―（2011年5月）
  - リナリアのナミダ―マワレ―（2011年）
  - ナゲキのカナリヤ―ウタエ―(2013年1月)
- グリーン・レヴェリーシリーズ
  - 心臓がふかく爆ぜている（2009年、志水ゆき、幻冬舎）*
  - 静かにことばは揺れている（2010年）*
  - 爪先にあまく満ちている（2011年8月15日）
  - 吐息はやさしく支配する（2013年4月18日）*
- 鈍色の空、ひかりさす青シリーズ
  - 鈍色の空、ひかりさす青（2010年4月20日、冬乃郁也、幻冬舎）
  - ひとひらの祈り（2011年9月16日）
- トリガーハッピーシリーズ 
  - トリガー・ハッピー(1)（2012年3月16日、冬乃郁也、幻冬舎）
  - トリガー・ハッピー(2)（2012年10月16日）
  - トリガー・ハッピー(3)（2013年3月15日）

### 1998年
- 楽園の雫（蓮川愛、ハイランド）
- 明日のために靴を磨こう（明神翼、ハイランド）

### 1999年
- やさしい傷跡（石原理、桜桃書房→幻冬舎）
- 服を脱いで、僕のために（えのもと椿、ハイランド）

### 2000年
- ラブスクエア（櫻衣たかみ→小鳩めばる、リーフ出版→フロンティアワークス）

### 2001年
- 夢を見てるみたいに（神葉理世→せら、ハイランド→幻冬舎）
- ハピネス（すずはら篠→せら、リーフ出版→幻冬舎）*

### 2002年
- ねじれたEDGE（やまねあやの、ハイランド→幻冬舎）*
- 勘弁してくれ（冬乃郁也、フロンティアワークス）*

### 2003年
- 恋はあせらず（松平徹、ハイランド）
- 甘い融点（西村しゅうこ→、志水ゆき、ハイランド→幻冬舎)*

### 2004年
- 形状記憶衝動（織田涼歌、角川ルビー文庫）

### 2005年
- 純真にもほどがある!（山田ユギ→佐々成美、ビブロス→幻冬舎）*

### 2006年
- 恋花は微熱に濡れる（冬乃郁也、フロンティアワークス）

### 2007年
- あしたのきみはここにいない（山本小鉄子、幻冬舎）*
- 少年人形（佳嶋、大洋図書）
- くちびるから愛をきざもう（神葉理世、角川ルビー文庫）

### 2008年
- 花がふってくる（今市子、フロンティアワークス）*

### 2009年
- オモチャになりたい（明神翼、フロンティアワークス）
- 純愛ポートレイト（タカツキノボル、フロンティアワークス）
- くちびるに蝶の骨（冬乃郁也、ダリア文庫）*　（Drama CD「微熱の果実～バタフライ・スカイ～」）

ささやくように触れて（緒田涼歌、幻冬舎ルチル文庫）（服を脱いで、僕のためにの文庫化）

### 2010年
- サーカスギャロップ（今市子、フロンティアワークス）

### 2011年
- 誘眠ドロップ（山田シロ、ガッシュ文庫）

### 2012年
- 世界のすべてを包む恋（蓮川愛、幻冬舎）
- あるいて、あした（明神翼、ダリア文庫）（明日のために靴を磨こうの文庫化）
- アイソポスのひそかごと（穂波ゆきね、幻冬舎ルチル文庫）
- エブリデイ・マジック（鰍ヨウ、幻冬舎ルチル文庫）

### 2013年
- トオチカ（佐原ミズ、角川書店）

## 漫画原案

### 2005年
- ハッシャバイベイビ（冬乃郁也、あすかコミックス）

### 2007年
- あしたのきみはここにいない（山本小鉄子、幻冬舎）
- 恋は乱反射する。 0to0（冬乃郁也）

### 2008年
- あの日のきみを抱きしめたなら（山本小鉄子、幻冬舎）
- ぼくらが微熱になる理由〜バタフライ・キス〜（冬乃郁也）